# Thomas van Aquino

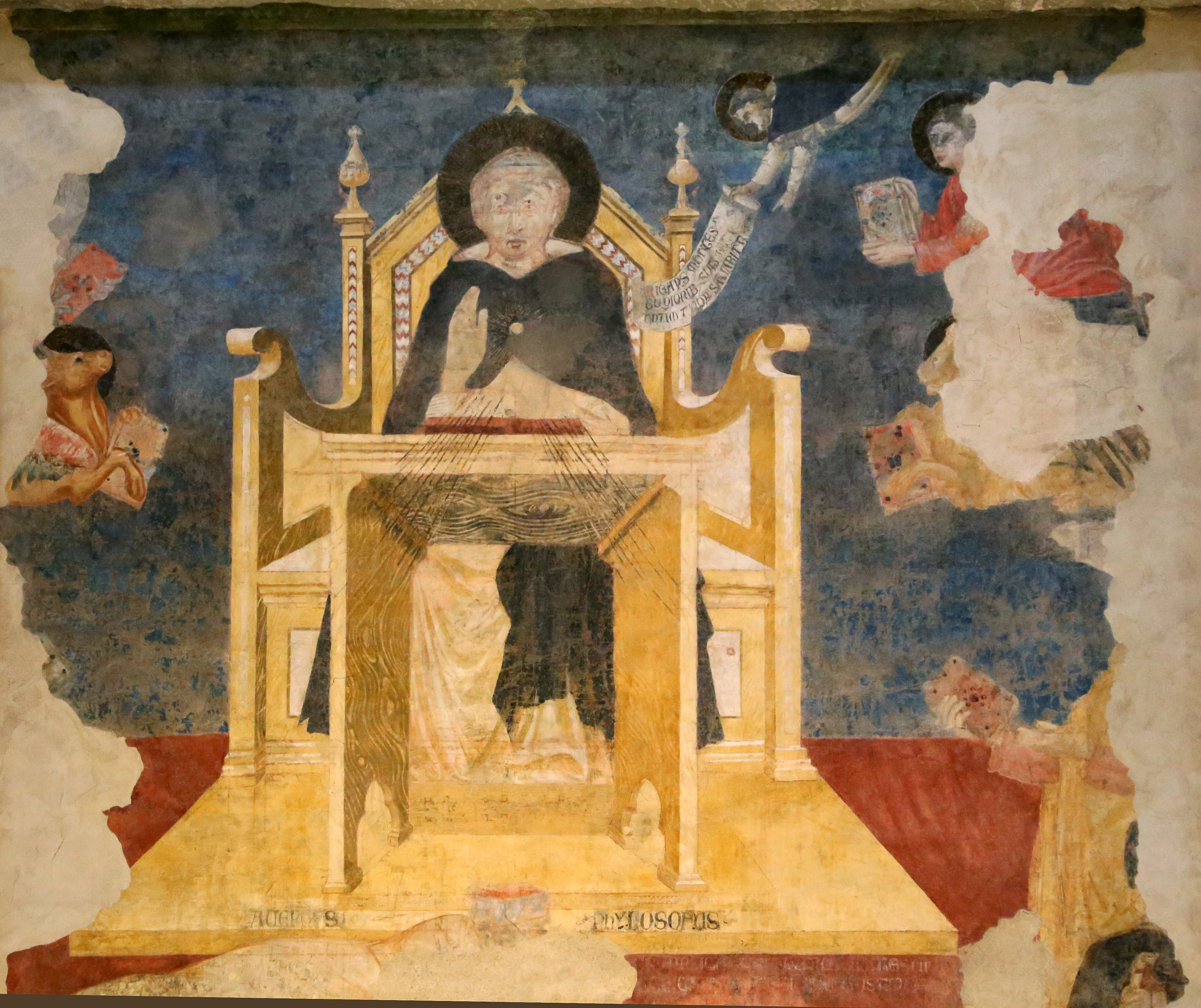
Thomas van Aquino op een fresco van de Meester van Sint-Cecilia, 1323

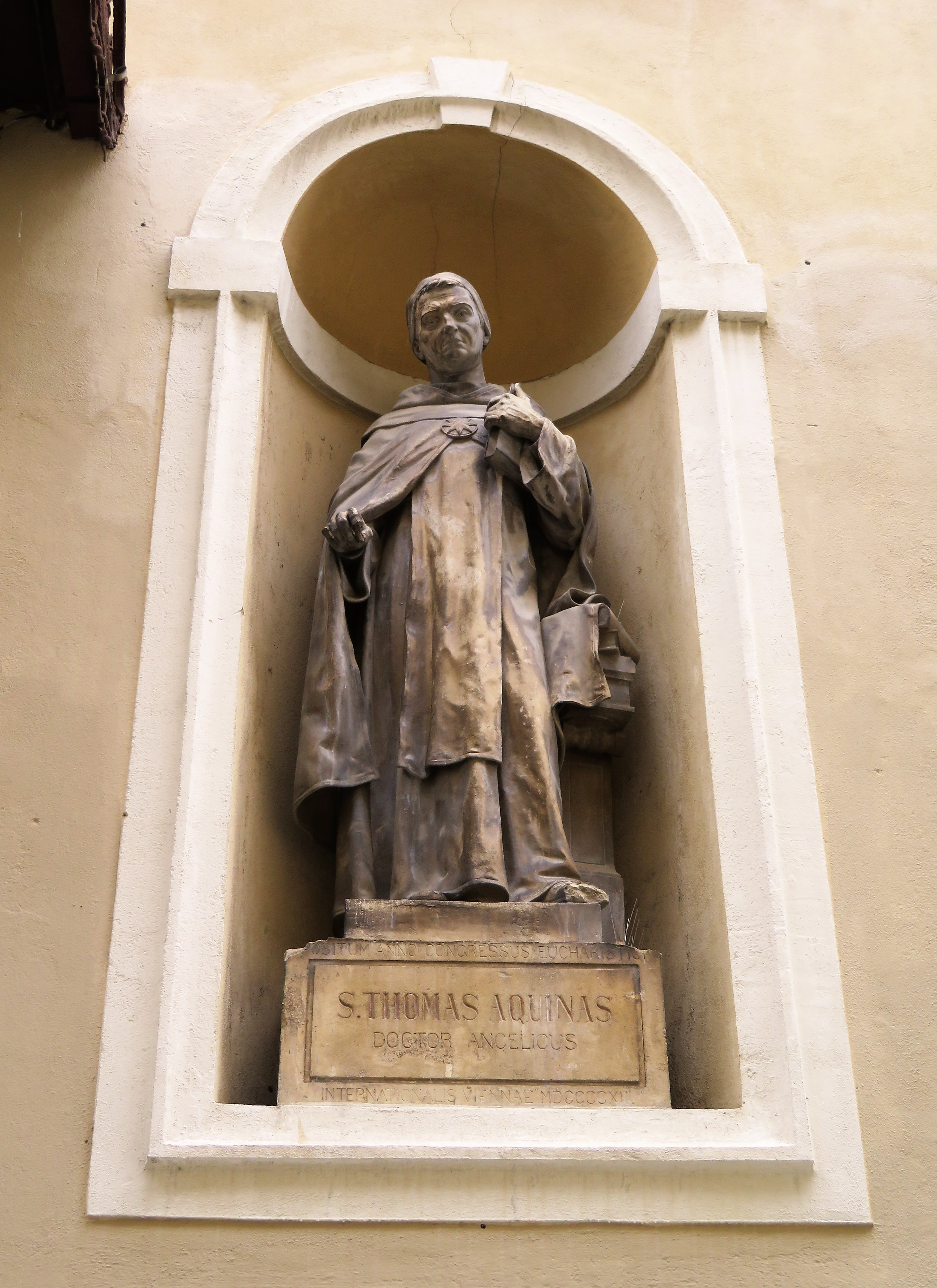
Standbeeld van Thomas van Aquino op de Sint-Nicolaaskathedraal in Ljubljana

Thomas van Aquino, Aquinas of Thomas Aquinas (Roccasecca, ± 1225 – Priverno, abdij Fossanova, 7 maart 1274) was een Italiaanse filosoof en theoloog, die tot de scholastici gerekend wordt. Hij is de meest invloedrijke systematische denker op theologisch en wijsgerig gebied uit de middeleeuwen. Zijn werken bleven eeuwenlang hoog aanzien genieten in de katholieke kerk.

## Levensloop
Thomas van Aquino werd geboren in het kasteel Roccasecca, toentertijd onderdeel van het Koninkrijk Sicilië. Volgens bepaalde vrome lokale tradities en kerkelijke auteurs zou zijn geboorteplaats eerder het familiekasteel in de stad Belcastro zijn, gelegen nabij Catanzaro, in Calabrië. Hij was een lid van een vooraanstaande familie die wilde dat Thomas na zijn jeugd intrede deed bij de benedictijnen. Hij trad echter in 1244 toe tot een andere kloosterorde, de dominicanen. Zijn familie was hier zo boos over, dat zijn broers hem ontvoerden en hem in het kasteel gevangen hielden. 
In 1246 werd hij naar Parijs gestuurd waar hij leerling werd van de Duitse filosoof Albertus Magnus, die hij naar Keulen volgde. In 1252 begon Thomas zelf met lesgeven in de Bijbelleer. Dit deed hij in het klooster Saint-Jacques in Parijs. In deze tijd schreef hij ook enkele belangrijke commentaren op een aantal boeken van het Oude en Nieuwe Testament. Op bevel van paus Alexander IV kreeg hij in 1257, tegelijkertijd met de theoloog Bonaventura, de academische graad van magister verleend door de Universiteit van Parijs. 
Nadat Thomas uit Parijs vertrokken was, verbleef hij van 1259 tot 1265 aan het pauselijk hof in Anagni, een kleine Italiaanse stad. In 1265 vertrok hij naar het klooster bij de Santa Sabina in Rome, en hij vervolgde zijn reis in 1267 naar Viterbo. In deze Italiaanse stad, die de residentie was van vele pausen, verbleef Thomas aan het pauselijk hof. 
Van 1269 tot 1272 verbleef hij nogmaals in Parijs. In deze periode had hij veel discussies met andere geleerden en filosofen over het aristotelisme en het ordewezen in de kloosters. Van 1272 tot 1273 verbleef Thomas weer in Italië. Daar ging hij aan de Universiteit van Napels lesgeven. 
Tegen het einde van zijn leven heeft hij een visioen gehad, waardoor hij alles wat hij tot dan toe geschreven had als stro beschouwde. Sindsdien heeft hij niets meer geschreven, en daardoor ook zijn Summa theologiae niet afgemaakt. Begin 1274 vertrok hij uit Napels naar het Concilie in Lyon, maar stierf onderweg in de cisterciënzerabdij van Fossanova, tussen Napels en Rome.
In 1277 veroordeelde de bisschop van Parijs enkele van zijn stellingen, maar deze veroordeling werd herroepen toen paus Johannes XXII Thomas van Aquino in 1323 heilig verklaarde. In 1567 benoemde paus Pius V, zelf een dominicaan, hem tot kerkleraar. In de heiligenkalender van 1962 wordt hij op zijn sterfdatum (7 maart) gevierd. In de heiligenkalender van 1969 wordt hij echter op 28 januari gevierd, de dag dat zijn relieken naar Toulouse werden overgebracht, ook al is de algemene regel in de Katholieke Kerk dat de heiligen op hun sterfdag gevierd worden. 
Hij wordt vaak afgebeeld als dominicaan met boek en ganzenveer in de hand, met de zon, een ster of een edelsteen op de borst; als attributen figureren vaak kelk en monstrans, lelie en duif.

## Achtergrond

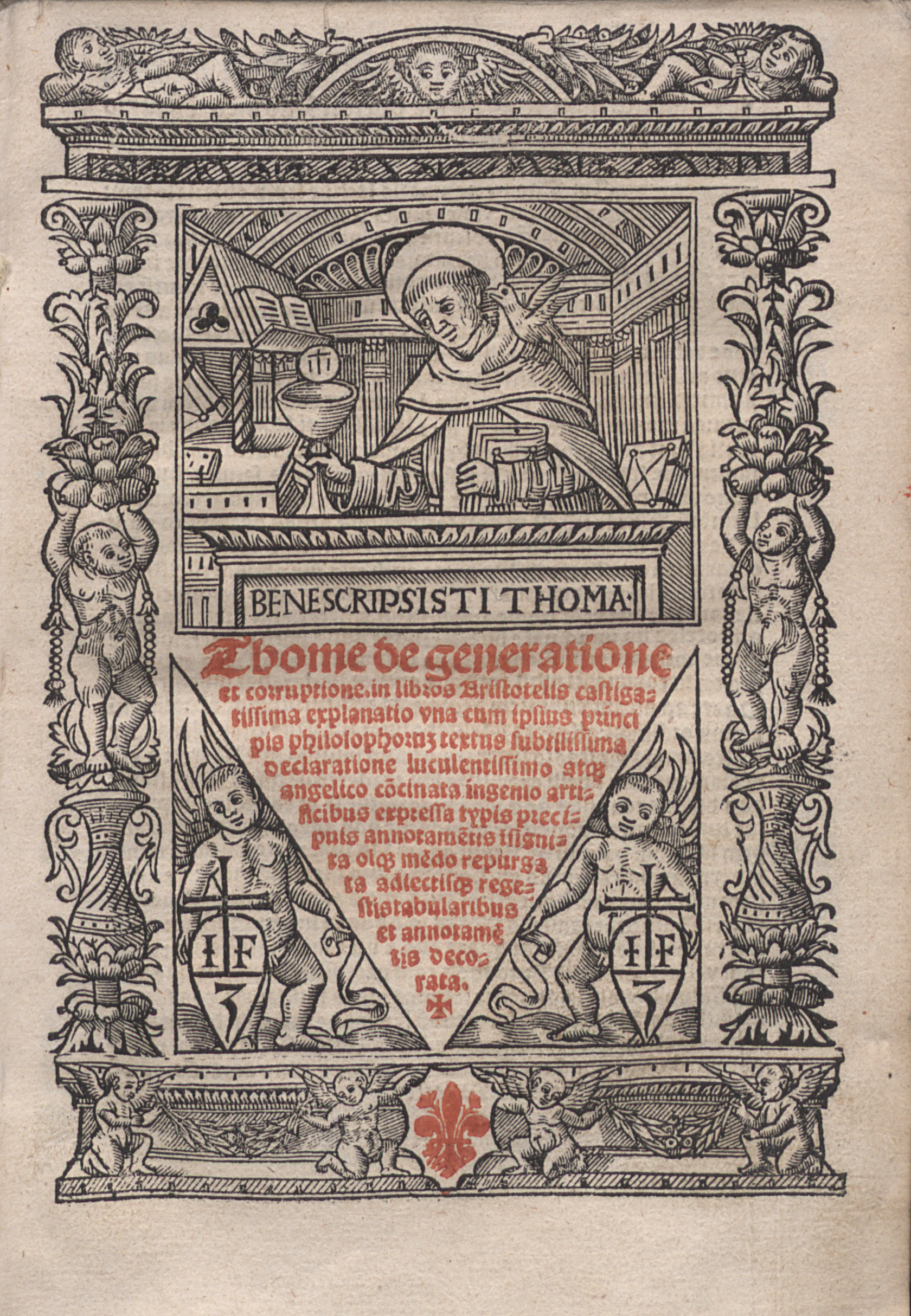
Super libros de generatione et corruptione

In de eerste helft van de 13e eeuw ontstond een beweging tot verbetering van het christelijke leven. Dit ging gepaard met een streven naar de leefwijze van de christenen in de eerste eeuwen van de kerk, een waarlijk apostolisch leven in eenvoud, in tegenstelling tot de leefwijze van veel priesters en bisschoppen die in rijkdom en overvloed leefden. De bedelorden die aan het begin van de 13e eeuw ontstonden in de steden, leverden belangrijke bijdragen aan de opleving van de vroomheid. Daarnaast waren de vele middelbare scholen in de steden van grote betekenis voor de middeleeuwse geestelijke cultuur. Belangrijk was ook dat de zeggenschap van wereldlijke leiders over benoemingen op kerkelijke posten moest worden beëindigd (investituurstrijd). Paus Innocentius III (pontificaat 1198-1216) behaalde ten slotte in dit opzicht de overwinning van de Kerk over de wereldlijke macht.
De zogeheten "renaissance van de twaalfde eeuw" ging op geestelijk gebied gepaard met een sterke opleving van de wetenschap. In korte tijd werden de hoofdwerken van Arabische en Griekse filosofen en allerlei wetenschappelijke teksten in het Latijn vertaald. Vóór 1200 beschikte men in het Westen slechts over een beperkt deel van de hoofdwerken van Aristoteles in vertaling, die als de tolk van de natuurlijke orde werd beschouwd. De dominicaan Willem van Moerbeke en anderen vertaalden in de eerste helft van de 13e eeuw de rest van Aristoteles' oeuvre.
De kracht van de menselijke rede werd ontdekt: Anselmus van Canterbury opende de deur voor de 'redenerende theologie'. Het grote vertrouwen in de menselijke rede leidde tot de scholastieke methode: een objectieve benadering waarbij de auteur geheel in dienst staat van het zoeken naar de waarheid. De scholastiek gebruikt gezaghebbende auteurs: in de Summa theologiae van Thomas staan behalve 25.000 citaten uit de Bijbel, 2500 citaten van Augustinus en 2500 uit de werken van Aristoteles alsook vele aanhalingen uit Dionysius de Areopagiet en anderen, onder wie joodse schrijvers als Maimonides en islamitische auteurs als de filosofen Avicenna en Averroes.

## Thomas' scholastiek
In de 13e eeuw streefden geleerden naar een ordening, een coherent systeem waarin temperamenten, intellectueel en moreel leven onder te brengen waren. Een plastische weergave van de scholastiek, hét denksysteem uit de hoge middeleeuwen, is de 13e-eeuwse gotische kathedraal: een soort encyclopedie in steen waar alles zijn vaste plaats en betekenis heeft. 
Het werk van Thomas van Aquino is subliem in de voorstelling van deze ordening. Thomas ontwierp een rationeel systeem waar alles in paste en waarbij hij logisch en inductief te werk ging. Zijn werk geeft onder meer een beeld van de middeleeuwse kosmologie, met haar bekende elementen: de zeven sferen en zeven planeten, twee of drie hemelen (waarbij het aantal hemelsferen op negen of tien komt), de vier elementen (aarde, water, lucht en vuur), de cirkelvormige beweging van de hemellichamen (die werd gezien als een teken van volmaaktheid), de tegenstrijdige beweging van de dingen op de (onvolmaakte) aarde (aarde en water van boven naar beneden, vuur en lucht van beneden naar boven).
Bovenal was Thomas een theoloog met een scherp gevoel voor mysterie. Steeds gaat het in zijn werken om God: alle andere dingen zijn relevant voor zover ze betrekking op God hebben. Daarbij is hij zeer precies in de taal die we voor God gebruiken: wat kunnen we nog wel zeggen, en waar houdt onze kennis op? Tenslotte is Thomas een Bijbels theoloog. De Schrift staat steeds centraal en alle vragen die de tekst van de Bijbel oproept worden zeer serieus bestudeerd. Ook Thomas' grootste werk, zijn Summa theologiae, laat zich lezen als een Bijbelse theologie.
Dat betekent echter niet dat er geen ontwikkeling in zijn denken zit. Op een aantal punten zijn er aanwijzingen dat Thomas in de loop van zijn carrière van mening verandert, zodat de dingen die hij schrijft gelezen moeten worden als het huidige beste antwoord.
Thomas van Aquino maakte onderscheid tussen het goddelijke en menselijke recht, tussen geestelijke en wereldse macht. Hij stelde dat "het goddelijke recht dat op genade gebaseerd is, het menselijke recht dat uit de rede voortkomt niet wegneemt."

## Werken

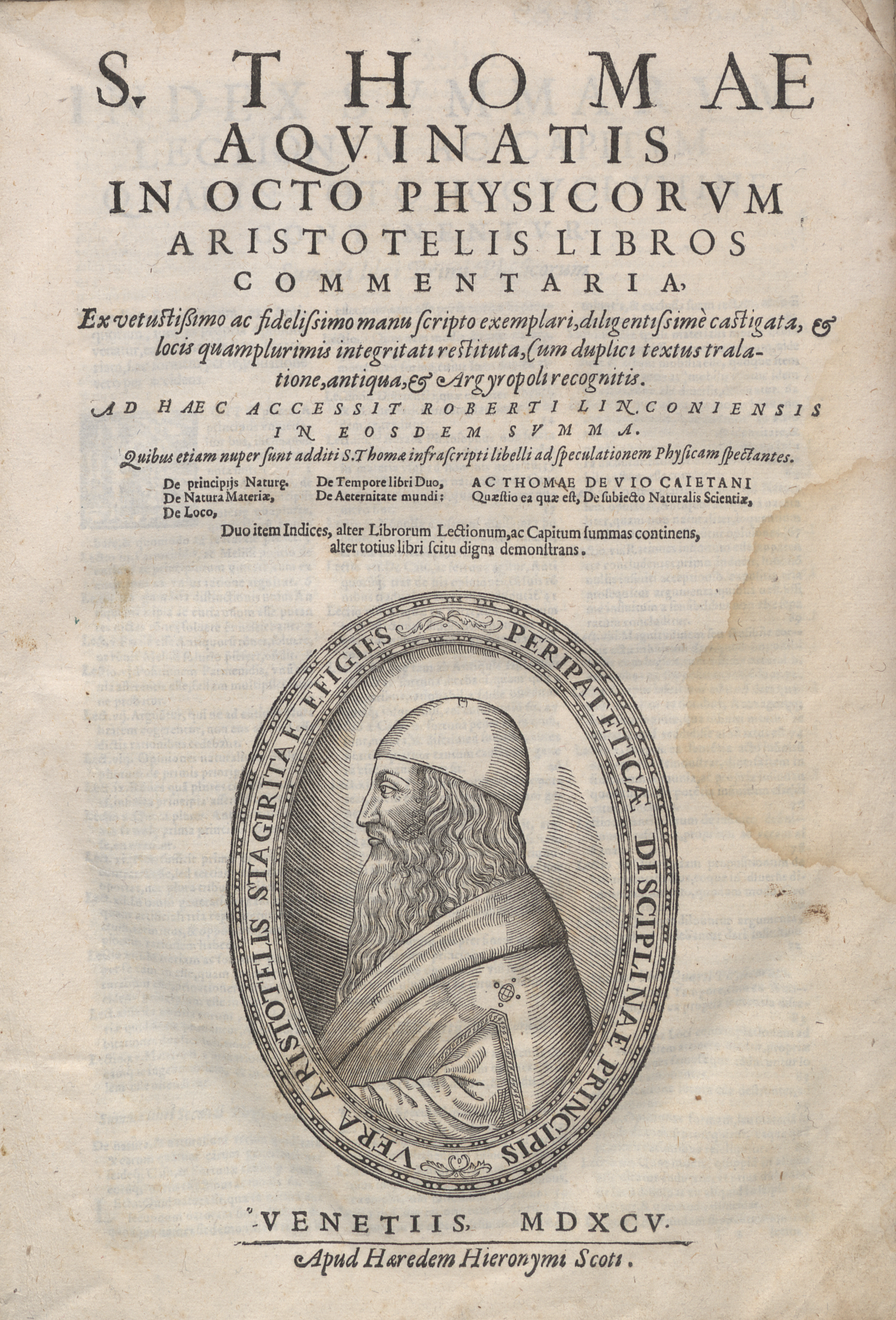
Super Physicam Aristotelis, 1595

Thomas van Aquino schreef in zijn betrekkelijk korte leven een honderdtal werken, waaronder:
- Bijbelcommentaren
- toelichtingen op veel geschriften van Aristoteles
- De regimine principum (1267), een (onvoltooid) traktaat over het bestuur van de wereldlijke vorsten
- De regimine judaeorum, een werk over het beleid tegenover joden, waarin hij hertogin Aleidis van Brabant onder meer adviseert om ze met mate te belasten en om ze te verplichten tot het dragen van herkenningstekenen.[4]
- het Scriptum of commentaar op de Sententiae van Petrus Lombardus (1252–1256); (het zgn. Sententiën-commentaar)
- Summa contra gentiles[5][6] (Tegen de heidenen, 1258/1259–1264), een apologetisch werk tegen de heidenen (i.c. de islamieten, joden en ketterse christenen in Spanje)
- Summa theologiae[7](1266-1273), zijn hoofdwerk, een driedelige synthese, waarvan het laatste deel onvoltooid is gebleven en door de eerste uitgevers vervolledigd werd vanuit de sacramentenleer van het Scriptum.
- preken
- (kerk)liederen
- quaestiones, onder andere de Quaestiones de veritate en Quaestiones de quodlibet.

Hij gebruikte wel materiaal van anderen, maar bouwde een zelfstandig stelsel op dat getuigde van zijn veelzijdigheid en visie.
Thomas van Aquino betrok denken en geloven nadrukkelijk op elkaar. Hij was ervan overtuigd dat denken en geloven niet tegengesteld konden zijn. Zijn stelsel had voor de rede een eigen taak en bood ruimte en vaktermen voor de hele toenmalige wetenschap. Het 'thomisme' werd door paus Leo XIII in 1879 in zijn encycliek Aeterni patris tot verplicht onderwerp van de theologische studie verklaard.

## Overlevering van zijn werken
Het oeuvre van Thomas van Aquino is overgeleverd in vele handschriften. Van een aantal van zijn teksten is een autograaf bewaard gebleven. Thomas zelf schreef vrijwel onleesbaar; zijn schrift doet denken aan een variant op steno. Zijn tijdgenoten spraken van de "littera inintelligibilis", een onbegrijpelijk schrift. Thomas dicteerde zijn werken dan ook aan verschillende medebroeders die als secretaris fungeerden. Er bestaan verschillende uitgavenreeksen van Thomas' werken. De grote Editio Leonina, die wordt uitgegeven door een internationaal team van dominicanen, is nog niet voltooid.
De jezuïet Robert Busa heeft vanaf 1945 het oeuvre van Thomas van Aquino met computers onderzocht. Dit heeft geresulteerd in de Index Thomisticus, de eerste door een computer samengestelde concordantie. Hierin is aangegeven in welke context Thomas woorden heeft gebruikt. Busa stelde vast dat Thomas meer dan zeven miljoen woorden heeft geschreven. Busa's werk heeft het theologisch onderzoek een grote dienst bewezen.

## Invloed
Aan het eind van de 13e eeuw komt een aantal van Thomas of aan hem toegeschreven stellingen onder vuur te liggen. Dit is bekend geworden onder de naam 'Correctoria-strijd' en kan gezien worden als een eerste fase van receptie van zijn denken.
De receptie van Thomas komt voor een tweede maal tot bloei in de 15e en 16e eeuw. In de zestiende eeuw zijn het vooral theologen als Thomas Cajetanus, Luis de Molina en Domingo Báñez die hem bestuderen.
Een derde golf van Thomas-receptie vindt plaats vanaf het einde van de 19e eeuw: Thomas wordt mede door zijn systematische stijl gezien als een goed katholiek antwoord op het opkomend liberalisme en communisme. Hier ontstaat het zogenaamde neothomisme. Thomas' teksten worden uitgegeven en diepgravend bestudeerd.
Een vierde golf ontstaat halverwege de 20e eeuw als een reactie op het neo-thomisme. De kritiek is dat Thomas in het neothomisme te veel als 19e-eeuwer gelezen wordt en uit zijn middeleeuwse context is getrokken. Een tweede punt van kritiek is dat het neothomisme zich te exclusief richt op Thomas' filosofie, terwijl de filosofie bij hem steeds in dienst staat van de theologie en er niet los van gezien kan worden.
Vanwege dit neothomisme is Thomas een omstreden theoloog: velen (die hem alleen door de bril van het neothomisme kennen) vinden hem achterhaald, terwijl hij voor anderen de katholieke theoloog bij uitstek is.
De 5 godsbewijzen van zijn summa theologiae, Boek I, Quaestio 2, Artikel 3, behoren tot zijn belangrijkste ideeën:
1. Het bestaan van God kan worden aangetoond door het concept verandering. Er moet een oorzaak zijn voor alle veranderingen. De eerste beweger is God.
2. Oorzaken komen altijd voor in series, er zou een eerste oorzaak moeten zijn, anders zou er geen serie kunnen ontstaan.
3. We zien dat dingen in de wereld komen en verdwijnen. Niet alles zou zo kunnen zijn, want dan zou er een tijd zijn geweest waarin er niets was, maar dan had er ook niets kunnen ontstaan, want iets kan niet uit niets voortkomen. Er moet dus iets zijn dat altijd bestaan heeft.
4. Realistische variant op het ontologische argument van Anselmus: Sommige dingen komen in diverse kwaliteiten voor. Deze verschillende kwaliteiten worden veroorzaakt door iets wat de grootste hoeveelheid of perfecte hoeveelheid van die kwaliteit bezit. Er moet een volledig ‘goed’ ding zijn dat alle andere dingen goed maakt: God.
5. Gebaseerd op het concept ‘telos’ of ‘doel’ van Aristoteles: alle dingen streven naar een ultieme bedoeling of verwezenlijking. Het hebben van een doel impliceert een geest die het doel stelt; die geest is God

Een aantal filosofen, waaronder Bertrand Russell, heeft gereageerd tegen de geldigheid van Aquino's godsbewijzen. Russells bezwaar kwam erop neer dat Thomas van Aquino een beroep deed op theologische vooronderstellingen die zonder discussie aanvaard zouden moeten worden. Thomisten wijzen erop dat Thomas juist vertrekt vanuit de zintuiglijke ervaring die door iedereen wordt gedeeld.

## Varia
Thomas van Aquino stond bekend als uitermate corpulent. Dit zorgde ervoor dat hij in de koorbanken in feite twee plaatsen innam. De scheiding tussen beide werd hiertoe weggenomen. Dante beschreef hem hierdoor als gezeten in het paradijs, namelijk de hemel van de zon (canto 10-11 & 13). 

## Monument

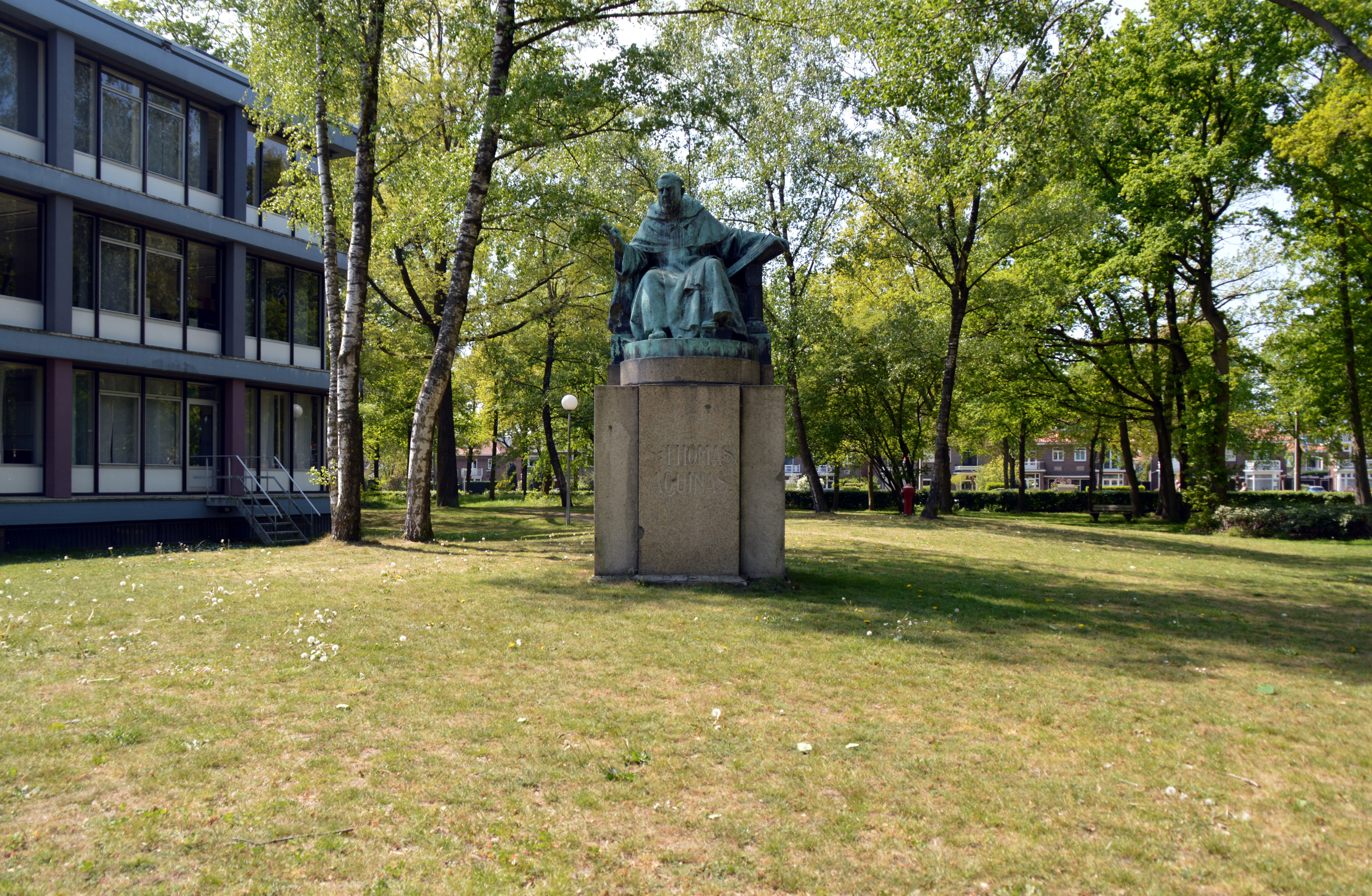
Thomas van Aquino, Comeniuslaan bij aula Radboud Universiteit

Voor de aula van de Radboud Universiteit te Nijmegen (Comeniuslaan) bevindt zich een standbeeld van Thomas van Aquino (1926), vervaardigd door de beeldhouwer August Falise.